# Dothideomycetes
De Dothideomycetes (Dothidiomycetes) vormen een klasse, die tot de ascomyceten behoort.
Bij deze klasse behorende schimmels bevinden de asci zich in holle ruimten, die binnen de vegetatieve hyfen door het oplossen van weefsel gevormd worden. Dit wordt ascoloculaire vorming genoemd dit in tegenstelling tot de ascohymenale vorming, waarbij de asci in het hymenium gevormd worden.
De ascuswand is bitunicaat. De dunne buitenwand (exotunica) is inelastisch en scheurt bij een bepaalde turgordruk. De binnenwand (endotunica) is dikker en zet in de lengte uit bij toenemende turgordruk. Vervolgens worden de ascosporen na elkaar weggeschoten. Voor de indeling van de soorten is het weefsel van het steriele centrum, het hamathecium, belangrijk..

## Taxonomie
De taxonomische indeling van de Dothideomycetes is als volgt:
- Onderklasse Dothideomycetidae
  - Orde Capnodiales
    - Familie Mycosphaerellaceae
      - Geslacht Cercospora
        - Soort Cercospora beticola (bladvlekenziekte op biet)
        - Soort Cercospora handelii (bladvlekkenziekte op rhododendron)

      - Geslacht Mycosphaerella
        - Soort Mycosphaerella brassicicola (ringvlekkenziekte op kool)
        - Soort Mycosphaerella graminicola (bladvlekkenziekte op tarwe)

  - Orde Dothidiales
  - Orde Monoblastiales
  - Orde Myriangiales
  - Orde Patellariales
- Onderklasse Pleosporomycetidae
  - Orde Gloniales
  - Orde Hysteriales
  - Orde Mytilinidiales
  - Orde Pleosporales
    - Familie Phaeosphaeriaceae
      - Geslacht Phaeosphaeria
        - Soort Phaeosphaeria nodorum (kafjesbruin)

    - Familie Pleosporaceae
      - Geslacht Alternaria
        - Soort Alternaria radicina (zwarte-plekkenziekte)

      - Geslacht Pleospora
        - Soort Pleospora betae (wortelbrand)

    - Familie Venturiaceae
      - Geslacht Venturia
        - Soort Venturia inaequalis (appelschurft)

De volgende ordes zijn incertae sedis geplaatst:
- Botryosphaeriales
- Trypetheliales

De volgende geslachten zijn incertae sedis geplaatst:
- Alascospora
- Cyclothyrium
- Dubitatio
- Monoblastiopsis
- Passerinula
- Pleosphaerellula
- Pseudonitschkia
- Pseudorobillarda
- Pyrenostigme
- Septoriella